# 인터뷰 (2000년 영화)
"인터뷰"는 2000년에 개봉한 대한민국의 영화이다.

## 줄거리
사랑에 관한 다큐멘터리를 찍는 감독 은석(이정재 분)은 조감독 민수가 찍어온 비디오테이프에서 영희를 본다. 미용 보조로 일하는 영희(심은하 분)는 백골부대에 간 남자친구 이야기를 들려준다. 영희를 눈여겨 본 은석은 계속 그녀를 카메라에 담는다. 영희는 미용실을 찍고 싶다는 은석의 요구를 거절하지만 대신 남자친구 면회에는 동행을 허락한다. 하지만 짧은 여행에서 돌아온 은석은 무언가에 절망한 듯 미친 듯이 한강다리를 내달린다. 이어 영화는 인터뷰 1년 전 파리로 시공간을 이동한다. 영화과 학생인 은석은 한국 무용수들의 공연 리허설을 촬영해달라는 의뢰를 받고, 격정적인 두 남녀의 춤을 카메라에 담는다.

## 캐스팅
- 이정재 : 은석 역
- 심은하 : 영희 역
- 조재현 : 병권 역
- 김정현 : 민수 역
- 장호일 : 재혁 역
- 이덕진 : 종호 역
- 권민중 : 본인 역
- 양은용 : 본인 역
- 추상미 : 본인 역
- 김윤아 : 본인 역
- 권남희 : 미용실 손님 역
- 김영선 : 취객 1 역
- 한춘일 : 취객 2 역
- 원웅재 : 욕하는 남자 역
- 김영미 : 무용수 여 역